# Константин Хајгенс
Константин Хајгенс (Хаг, 4. септембар 1596 – 28. марта 1687) био је холандски песник, дипломата, научник, композитор и архитекта.
Хајгенс је познат као један од највећих песника Златног доба. Био је секретар двојице принчева Орање: Фредерику Хендрику и Виљем II.
Хајгенс је свирао различите инструменте (луту, гитару, виолу да гамба и чембало) за које је написао велики број дела. Музика му је била важнија од његових књижевних дела, које је, према својим речима, написао у слободном времену.
Хајгенс Константин је био отац државнику и физичару Хајгенс Константину јуниору и бриљантном физичару и математичару Кристијану Хајгенсу. Он дели гробниицу с сином Кристијаном у Великој Цркви у Хагу.

## Биографија

### Младост
Константин Хајгенс је рођен 4. септембра 1596. године у Хагу, као други син Кристијан Хајгенс сениора, секретар Државног вијећа - и Сузана Хуфнагел из Antverpena, сестра сликара Јорис Хуфнагела. Име Константин се односи на цонстантаниа, издржљивост града Бреде у борби за слободу (његов кум је био градоначелник Бреде).

### Музика
Константин је добио темељито образовање и убрзо се испоставило да је надарено дете. Имао је образовање из математике, права и логике. Његов отац је имао своја мишљења о образовним методама и држао своју децу код куће да их делимично подучава сам, делимично пажљиво упућеним гувернантама. Од пете године Константин и његов брат Мауриц су добили музичко образовање. Почели су са певањем и научили су да читају белешке користећи дугмад златне боје на својим јакнама. Две године касније прве лекције су почеле на виоли да гамба,а затим је следила лутња и чембало. Посебно за игру лутње, Константин је показао изузетан таленат. Већ са једанаест година је од њега затражено да свира луту за групу данских амбасадора; 1618. године, на свом првом дипломатском путу, свирао је за краља Џејмс I Стјуарт.

### Језици
Константин је имао таленат за језике. Научио је француски, латински и грчки језик, а касније и италијански и енглески језик. Такође се показао као одличан калкулатор и писац. Са једанаест година написао је свој први латински стих. Изучавао је класичне писце. Практични циљ, формирање добро образованог грађанина, био је најважнији. Због тога је такође научио јахање, мачевање, цртање и моделирање. Овај подстицај за само-развој долази делимично од хуманистичке идеологије, али посебно од калвиниста, који су сматрали да се таленти који Бог даје требају развити.

### Брат и сестре
Константин је имао брата Маурица и четири млађе сестре: Елисабету (умрла 1612, 14 година), Кристину(умрла 1618, 17 година), Гертруду(три године млађа од Константина) и Константину (шест година млађа од Константина). Одрастање дама углавном је било фокусирано на припрему за брак. Научили су да читају, пишу и говоре француски.

### Прва љубав
Са деветнаест година Хајгенс је остварио везу са Доротеом ван Дорпом, из Хага. Веза се завршила 1616. године када се Доротеа заљубила у другог. Није дошло до брака.

### Студије
Године 1616. Мауриц и Константин су отишли на академију у Лајдену, где су уписали право. Њихово студирање било је првенствено намењено успостављању друштвених контаката који би касније могли помоћи у изградњи каријере. Мауриц је убрзо био позван да помогне свом болесном оцу као секретар Државног већа. Константин је завршио студије 1617, а затим се вратио у Хаг.
Константин је 1618. године био на пракси шест недеља код Антонис де Хуберта, адвоката из Зирикзеја. Хуберт је био неко ко је веома волео језик и књижевност.

### Смрт
Константин умире 28. марта 1687. у 90. години живота. Након смрти његове супруге Сузане Ван Баерле, 50 година касније. [3] Недељу дана након њјегове смрти сахрањен је у Великој Цркви у Хагу.